# Mariahof
Mariahof är en ort i kommunen Neumarkt in der Steiermark i distriktet Murau i förbundslandet Steiermark i Österrike. Mariahof var tidigare en självständig kommun, men blev den 1 januari 2015 en del av kommunen Neumarkt in der Steiermark. Till kommunen hörde även orten Baierdorf.